# Eupatorium novae-angliae
Eupatorium novae-angliae là một loài thực vật có hoa trong họ Cúc. Loài này được (Fernald) V.I.Sullivan ex A.Haines & Sorrie mô tả khoa học đầu tiên năm 2005.